# Joseph Chamonard
Joseph Chamonard (Lyon, 11 novembre 1866 - Gières, 29 novembre 1936) est un archéologue français.

## Biographie

### Formation initiale et premières fouilles
Il fait ses études à l'École Normale supérieure (1887) et devient membre de l'École française d'Athènes (1890). En 1892 et 1893, il travaille aux fouilles de Lagina (Carie) avec Hamdi Bey et participe au déblaiement du théâtre de Délos.
De 1904 à 1906, il fouille de nouveau à Délos puis devient secrétaire de l’École française d'Athènes (1908-1912). 

### Engagé volontaire
Durant la Première Guerre mondiale, il est engagé volontaire et devient Secrétaire-interprète du corps expéditionnaire des Dardanelles (1914). C'est durant cette campagne militaire qu'il est repéré par Henri Gouraud. Il participe aux fouilles d'Éléonte de Juillet à Décembre 1915 en compagnie de F. Courby. 

### Chef du Service des antiquités
Il supervise la fondation du Service des antiquités de Syrie et en devient le directeur en 1920. Dans son action en faveur de la recherche archéologique, il se heurte essentiellement au problème de l'absence d'un budget fixe pour son service et au manque de personnel. Ce service, modeste à ses débuts, occupe 3 pièces de petite taille au Sérail, siège du Haut-commissariat. Il est également responsable du département des Beaux-Arts du Haut-commissariat. 
Il fouille encore à Délos (1924 puis 1930) et négocie l'envoi en France d'étudiants Libanais et Syriens pour les former à la direction du musée qu'il a fondé. 
Il a également au cours de sa carrière donné des cours d'histoire ancienne et d'histoire des religions à la faculté de lettres de Lyon.

## Travaux
- Le quartier du théâtre, étude sur l'habitation délienne à l'époque hellénistique, École française d'Athènes, IX, 1922-1924, p. 234-463.
- Les mosaïques de la Maison des Masques, in Exploration archéologique de Délos no 14, 1933.
- Kérylos, avec Emmanuel Pontremoli, 1934.
- Ovide. Les Métamorphoses, traduction, introduction et notes, Paris, Éditions Garnier Frères, 1966, 504 p. (ISBN 978-2-0807-0097-1). Il s'agit des références de la réimpression de 1966, l'édition originale ayant  été publiée en 1936.